# Gajlusze
Gajlusze (lit. Gailiušiai) – wieś na Litwie, w okręgu uciańskim, w rejonie święciańskim, w gminie Świrki.

## Historia
W czasach zaborów zaścianek rządowy w gminie Huduciszki, w powiecie święciańskim, w guberni wileńskiej Imperium Rosyjskiego. W 1866 miał 115 mieszkańców w 14 domach. W 1905 roku liczył 165 mieszkańców, 297 dziesięcin.
W dwudziestoleciu międzywojennym wieś leżała w Polsce, w województwie wileńskim, w powiecie święciańskim, w gminie Hoduciszki.
W 1931 w 25 domach zamieszkiwały 134 osoby.
Od 1945 roku w Litewskiej Socjalistycznej Republice Radzieckiej.